# Ruta Estatal de Alabama 61
La Ruta Estatal de Alabama 61, y abreviada SR 61 (en inglés: Alabama State Route 61) es una carretera estatal estadounidense ubicada en el estado de Alabama. La carretera inicia en el Sur desde la AL 80 en Uniontown en sentido Norte  hasta finalizar en la AL 14     en Greensboro. La carretera tiene una longitud de 29,47 km (18.31 mi).

## Mantenimiento
Al igual que las autopistas interestatales, y las rutas federales y el resto de carreteras estatales, la Ruta Estatal de Alabama 61 es administrada y mantenida por el Departamento de Transporte de Alabama por sus siglas en inglés ALDOT.